# 禹氏三角
禹氏三角（英語：triangle of U）是一个关于蕓薹属植物的几个品种的进化及其相互亲缘关系的理论。此理论指出三种古蕓薹属二倍体植物的基因组的组合形成了三种现代四倍体蔬菜及油菜籽农作物品种。这已经得到DNA和蛋白质研究的证实。
此理论于1935年由在日本工作的韩日裔植物学家禹長春发表。禹長春在双倍体和三倍体的品种间进行了综合杂交并检验了染色体如何在杂交产生的三倍体上配对。
芸苔属的六个禹氏三角代表种两两聚在一起：

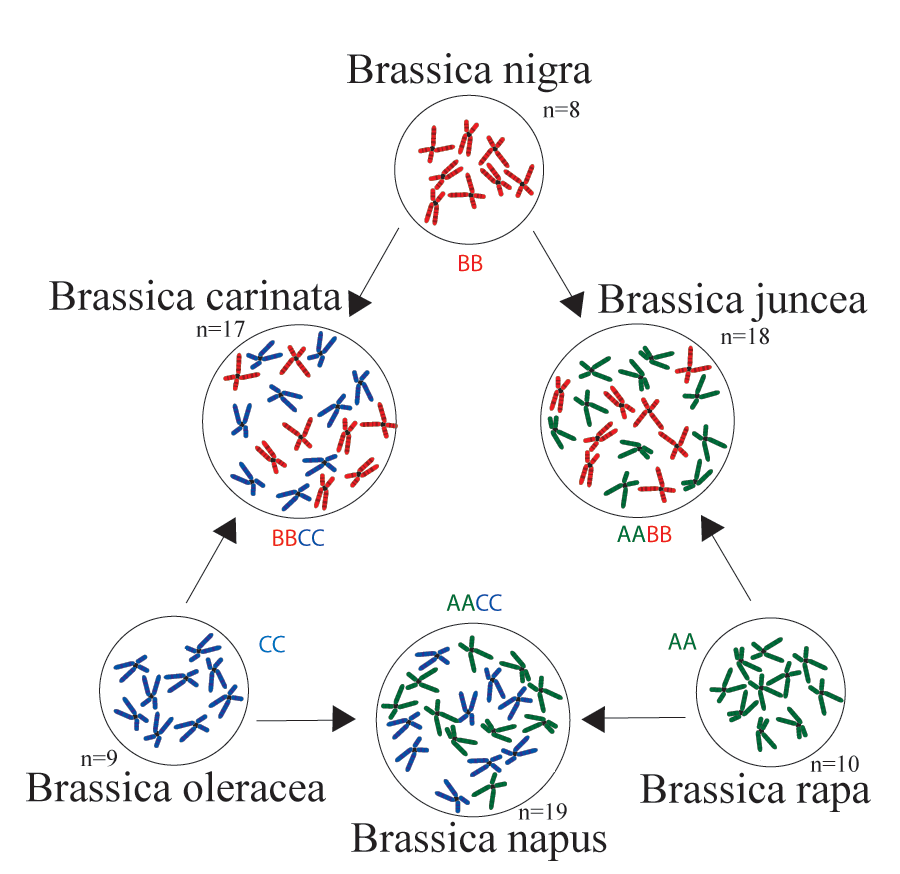
“禹氏三角”图例,展示了六种“蕓薹菜”属植物之间的关系。带有基因A,B,C的染色体以不同的颜色表示。

1. 蕓薹与芥菜：芥菜（B. juncea，AABB）的母本为蕓薹（B. rapa，AA）；
2. 黑芥与埃塞俄比亚芥：埃塞俄比亚芥BBCC（B. carinata，BBCC）的母本为黑芥（B. nigra，BB）；
3. 甘蓝型油菜与甘蓝：甘蓝型油菜（B. napus，AACC）的母本为甘蓝（B. oleracea，CC）。[3]